# N392 (België)
De N392 is een gewestweg in België bij de plaats Veurne tussen de N8 en de N35/N39. De weg heeft een lengte van ongeveer 900 meter en gaat via de Zuidburgweg en Vaartstraat.
De gehele weg bestaat uit twee rijstroken voor beide rijrichtingen samen.